# Passport to World Band Radio
『Passport to World Band Radio』（パスポート･トゥ・ワールド・バンド・レディオ）とは、毎年International Broadcasting Service（本部：アメリカ合衆国）が発行してきたBCLおよびSWL向け専門誌である。全ページ英文。通称、"PWR"と呼ばれた。1984年にRadio Database Internationalとして創刊され、第5版（1988年版）から"Passport to World Band Radio"に改題されたが、2008年10月に発行された第25版（2009年版）をもって終刊した。

## 内容
- 読み物
- 短波ラジオ評価
- アンテナ評価
- UTC別放送局紹介
- 全世界の放送局アドレス
- 英語放送を実施している局の時間と周波数
- 他言語で放送を実施している局の時間と周波数
- 用語集
- 周波数別グラフ